# Area Vestina
L'area Vestina è una zona geografica della provincia di Pescara che comprende molti comuni dell'entroterra pescarese a nord del fiume Pescara, e prende il nome dall'antico popolo italico dei Vestini che abitava la zona. Molti dei comuni dell'area hanno fatto parte della comunità montana Vestina fino alla sua soppressione nel 2013.

## Geografia fisica
L'area Vestina si estende per circa 634,23 km² su una superficie territoriale prevalentemente collinare e pedemontana. L'area fa parte dell'estesa fascia collinare che separa il litorale abruzzese dall'interno montano, con l'unica zona pianeggiante consistente nella Val Pescara, che ne segna i limiti meridionali. Incentrata su Penne, antico capoluogo del distretto di Penne, l'area è delimitata a sud dal fiume Pescara, che la separa dall'area Maiella-Morrone della provincia di Pescara e dalla provincia di Chieti, a ovest dalla catena del Gran Sasso e dalla provincia dell'Aquila, a nord dalla provincia di Teramo e a est dai comuni dell'area metropolitana pescarese. Anche se posti sulla riva sinistra del fiume Pescara, i comuni di Castiglione a Casauria e Torre de' Passeri non sono considerati parte dell'area, in quanto legati all'area Casauriense della provincia.

## Storia
Il territorio fu colonizzato dai Vestini trasmontani, che avevano i loro centri maggiori a Pinna Vestinorum (Penne) e Angulum (Città Sant'Angelo o Spoltore). La città di Penne mantenne costantemente, nel corso delle numerose e diverse dominazioni che caratterizzeranno la storia dell'Abruzzo, un ruolo centrale nel territorio vestino. Già contea del Ducato di Spoleto nel VII secolo, tra la fine del XIV secolo e l'inizio del XV Penne fu città demaniale governata da una universitas con un suo parlamento cittadino, e alle cui dipendenze vi erano molti dei territori dell'area Vestina. Tutto il territorio dell'area (all'infuori del comune di Bussi sul Tirino, appartenente al distretto di Aquila) venne riunito nel 1806 nel distretto di Penne, che divenne poi il circondario di Penne in seguito all'unificazione italiana. Il rapido sviluppo urbano delle aree costiere e di Pescara nel XX secolo e la creazione della provincia di Pescara con la contestuale soppressione dei circondari ridussero la centralità e l'importanza di Penne e dell'area Vestina, nel complessivo ridimensionamento economico e demografico dell'entroterra abruzzese.

## Monumenti e luoghi di interesse

### Architetture religiose
- Duomo di Penne

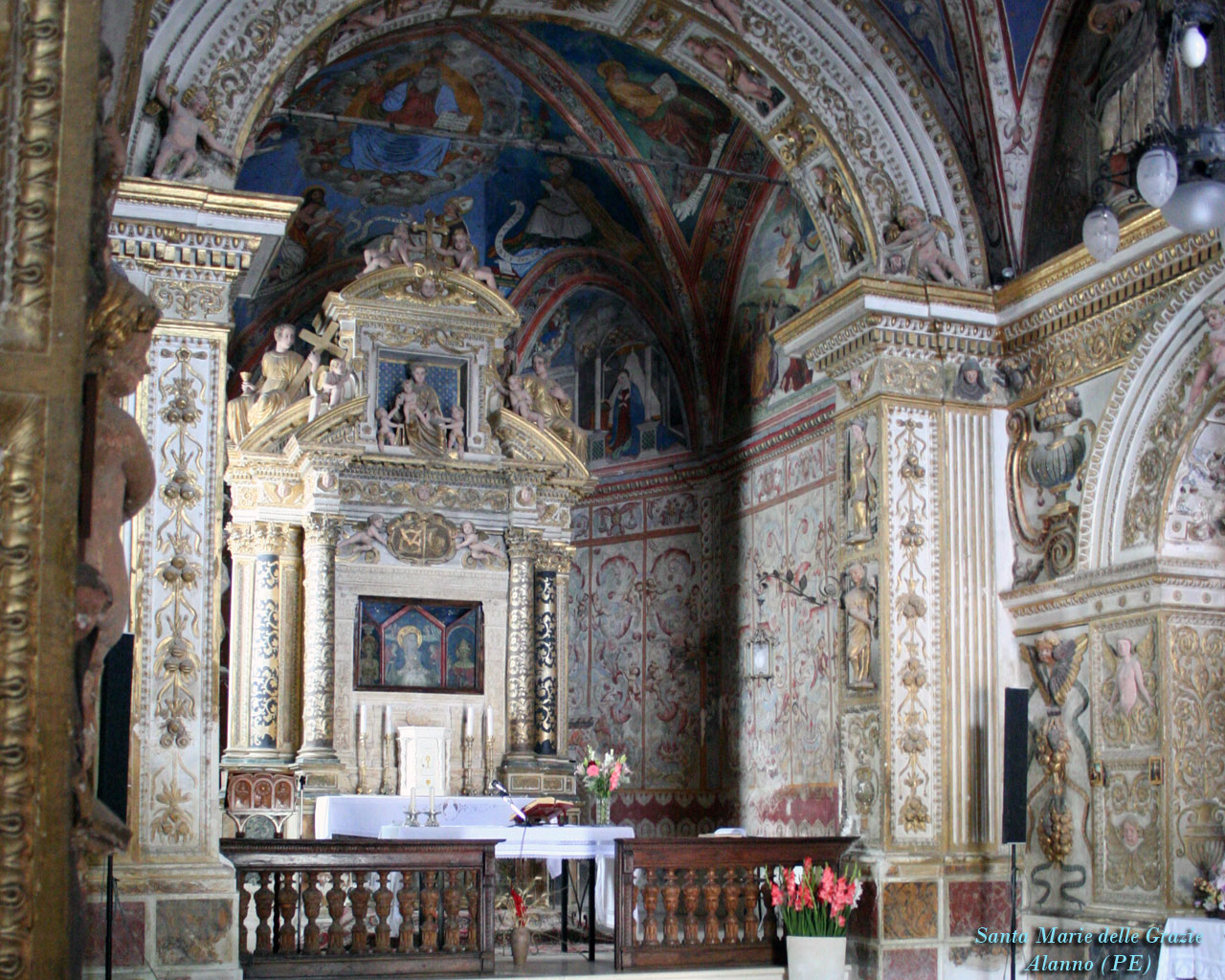
L'interno barocco dell'oratorio di Santa Maria delle Grazie di Alanno

- Collegiata di San Michele Arcangelo (Città Sant’Angelo)
- Collegiata di San Giovanni Evangelista (Penne)[11]
- Chiesa di Sant'Agostino (Penne)
- Chiesa di Santa Maria di Cartignano (Bussi sul Tirino)
- Abbazia di Santa Maria di Casanova (Villa Celiera)
- Abbazia di San Bartolomeo (Carpineto della Nora)
- Chiesa di Santa Maria del Lago (Moscufo)
- Oratorio di Santa Maria delle Grazie (Alanno)
- Oratorio di Santa Maria della Croce (Pietranico)
- Chiesa di San Pietro Apostolo (Loreto Aprutino)[14]
- Chiesa di Santa Maria in Piano (Loreto Aprutino)
- Chiesa della Beata Maria Vergine del Monte Carmelo (Loreto Aprutino)[15]
- Chiesa di Santa Maria Maggiore (Pianella)
- Chiesa della Madonna del Carmine (Pianella)[16]
- Convento di San Patrignano (Collecorvino)[17]

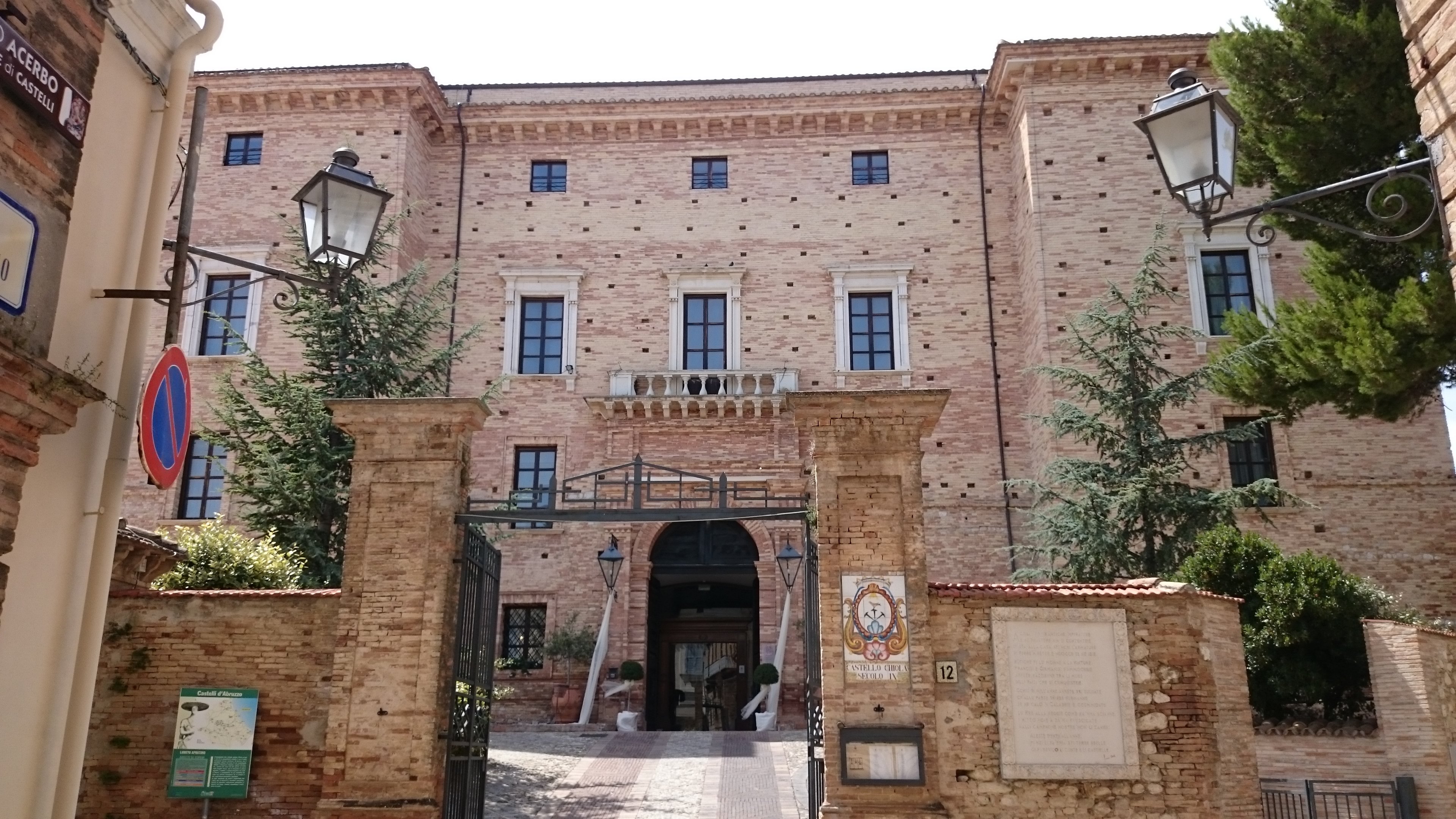
Castello Chiola a Loreto Aprutino

### Architetture civili e militari
- Palazzo Aliprandi (Penne)
- Castello Chiola (Loreto Aprutino)
- Palazzo De Felice (Rosciano)
- Castello di Bussi sul Tirino
- Castello De Sterlich-Aliprandi (Nocciano)

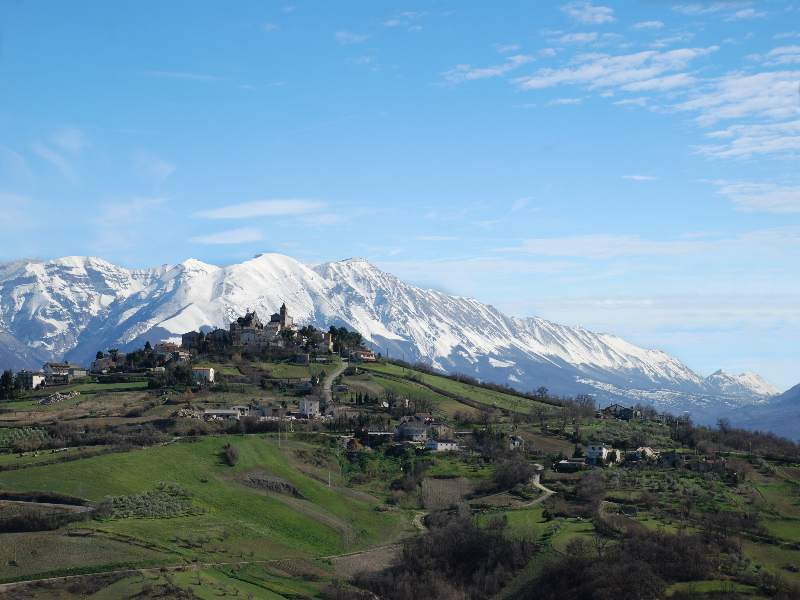
Pietranico e sullo sfondo la Maiella

### Aree naturali
I comuni più vicini allo spartiacque appenninico, che fa da confine delle province di Pescara e dell'Aquila, ovvero Farindola, Villa Celiera, Carpineto della Nora e Brittoli, ricadono nel territorio del Parco nazionale del Gran Sasso e Monti della Laga e della Riserva regionale Voltigno e Valle d'Angri, mentre a Penne sono presenti la Riserva naturale controllata Lago di Penne e l'Orto botanico riserva Lago di Penne. Inoltre a Loreto Aprutino è presente l'orto botanico Parco dei Ligustri.

## Società
Il bilancio demografico dell'area è in contrazione, e seguendo le dinamiche dell'entroterra regionale i comuni più vicini e meglio collegati alla costa e all'area pescarese mantengono una popolazione stabile, mentre i comuni montani più distanti registrano i decrementi maggiori. La frazione Villa Badessa del comune di Rosciano è uno storico insediamento Arbëreshë risalente al XVIII secolo, e nonostante si sia perso l'utilizzo della lingua originale, nell'insediamento si praticano ancora le funzioni religiose secondo il rito bizantino.

## Cultura

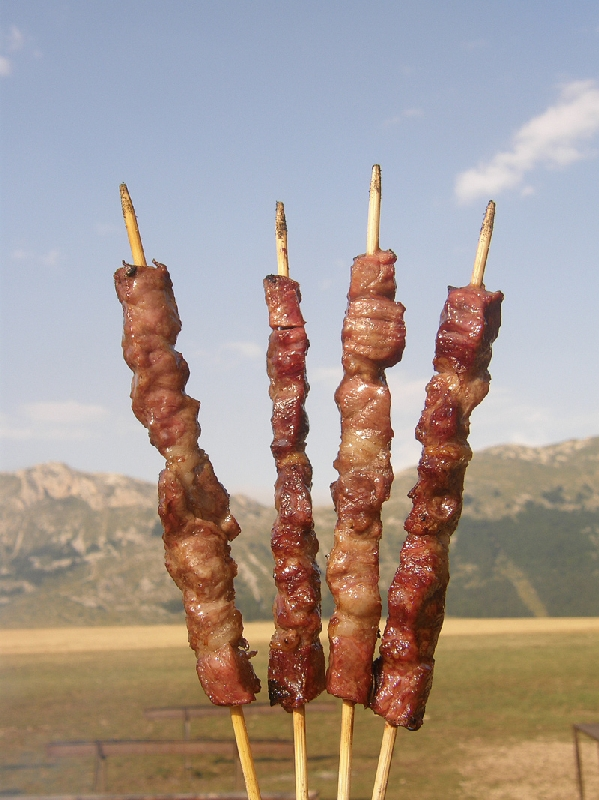
Arrosticini

### Musei
- Museo civico diocesano (Penne)
- Antiquarium (Loreto Aprutino)
- Galleria delle antiche ceramiche abruzzesi (Loreto Aprutino)

### Cucina
Gli arrosticini sono il prodotto tipico di tutta l'area Vestina e dagli anni 1950 il principale simbolo culinario abruzzese sia in Italia che all'estero. Gli spiedini di carne di pecora, tradizionalmente preparati dai pastori nell'area collinare pescarese, sono chiamati rruštèllə in dialetto locale, e il loro luogo di origine è riconducibile alla piana del Voltigno e al paese di Villa Celiera.

## Geografia antropica

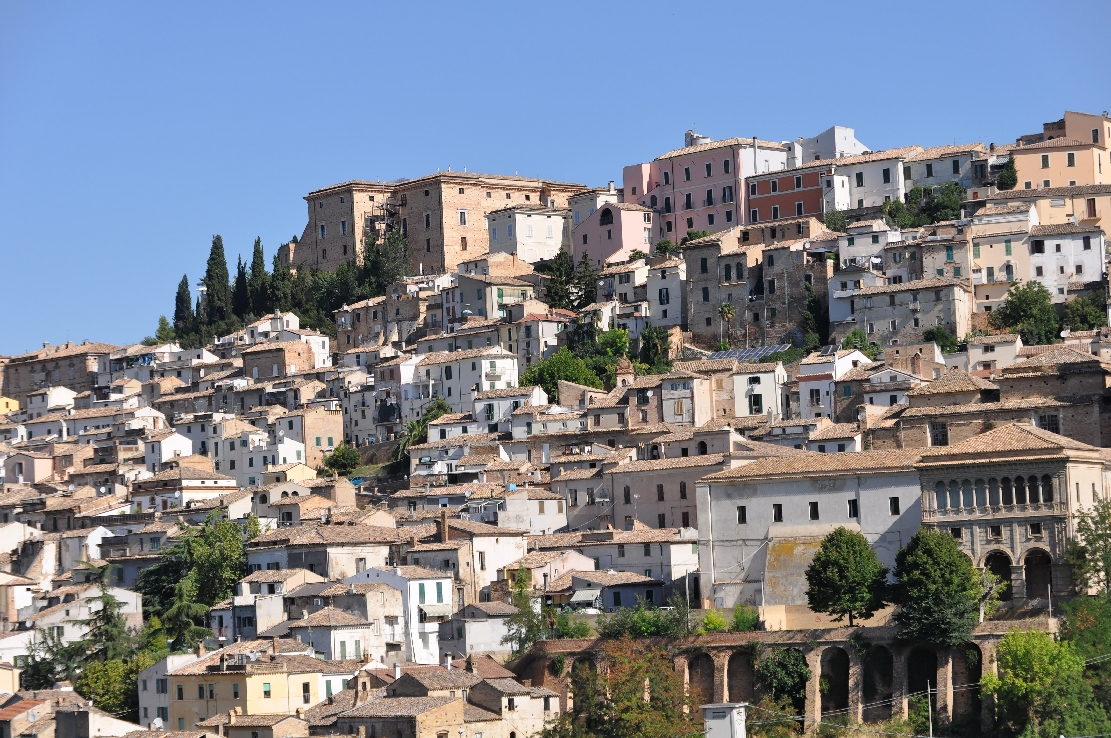
Loreto Aprutino

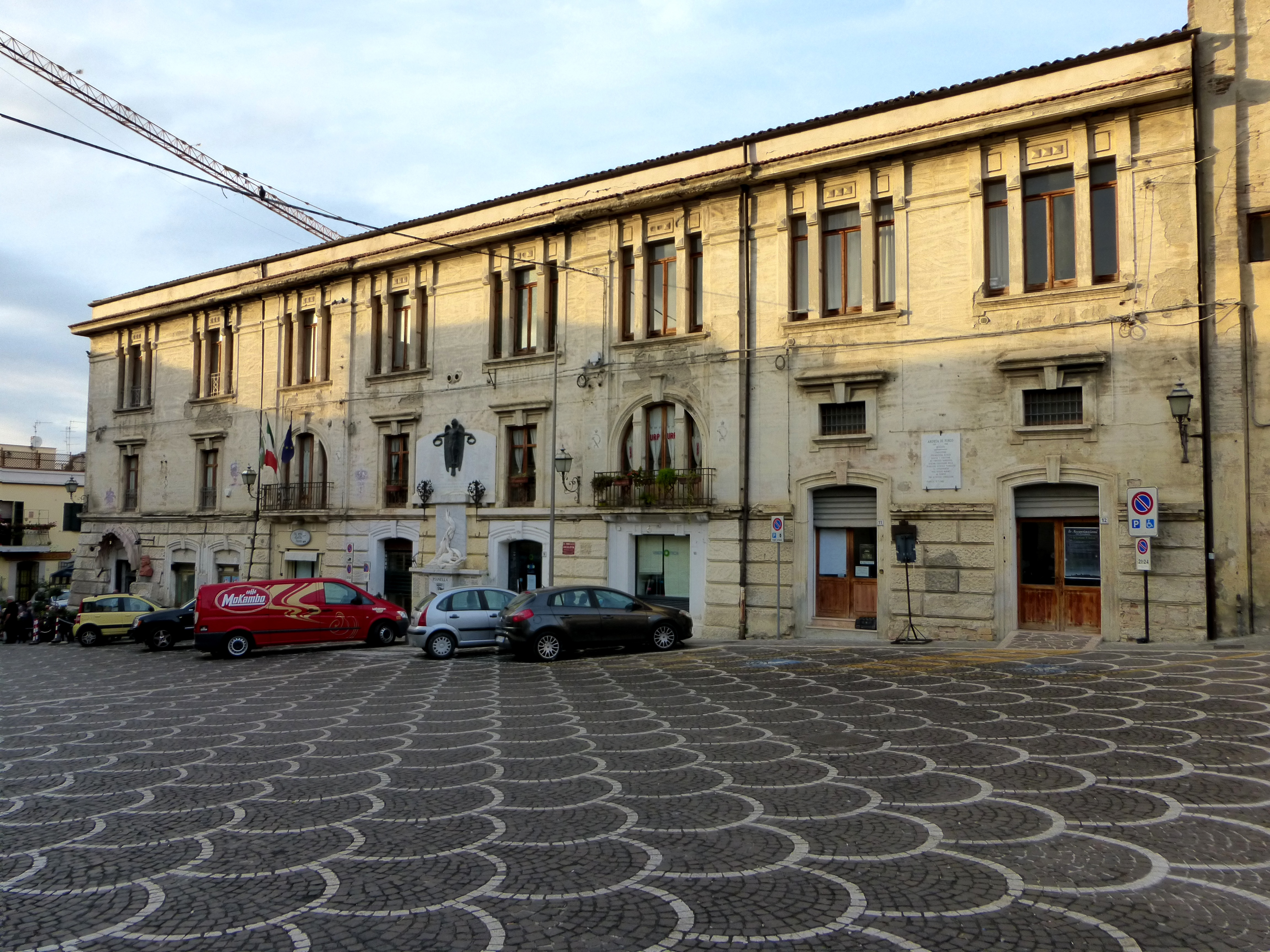
Municipio di Pianella

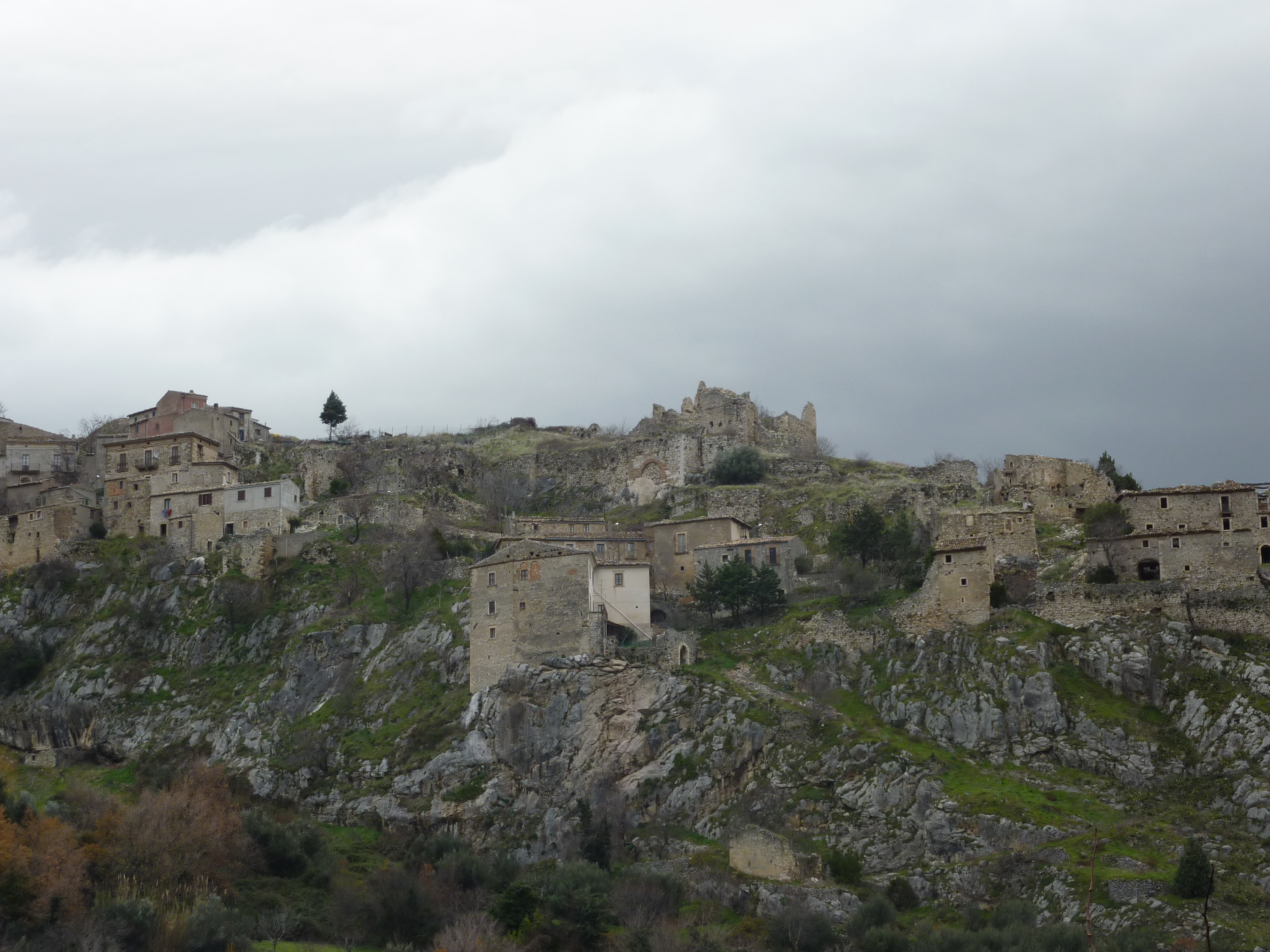
Pescosansonesco vecchio

### Comuni
L'area Vestina comprende 24 comuni:
| Comune                | Popolazione 31-12-2023 |
| --------------------- | ---------------------- |
| Penne                 | 11 147                 |
| Pianella              | 8 502                  |
| Loreto Aprutino       | 7 049                  |
| Collecorvino          | 5 967                  |
| Rosciano              | 4 039                  |
| Alanno                | 3 328                  |
| Moscufo               | 3 072                  |
| Bussi sul Tirino      | 2 269                  |
| Nocciano              | 1 689                  |
| Elice                 | 1 626                  |
| Civitella Casanova    | 1 576                  |
| Cugnoli               | 1 340                  |
| Farindola             | 1 328                  |
| Picciano              | 1 266                  |
| Catignano             | 1 223                  |
| Civitaquana           | 1 110                  |
| Montebello di Bertona | 839                    |
| Villa Celiera         | 543                    |
| Carpineto della Nora  | 529                    |
| Pescosansonesco       | 446                    |
| Pietranico            | 427                    |
| Vicoli                | 381                    |
| Brittoli              | 249                    |
| Corvara               | 212                    |

## Economia

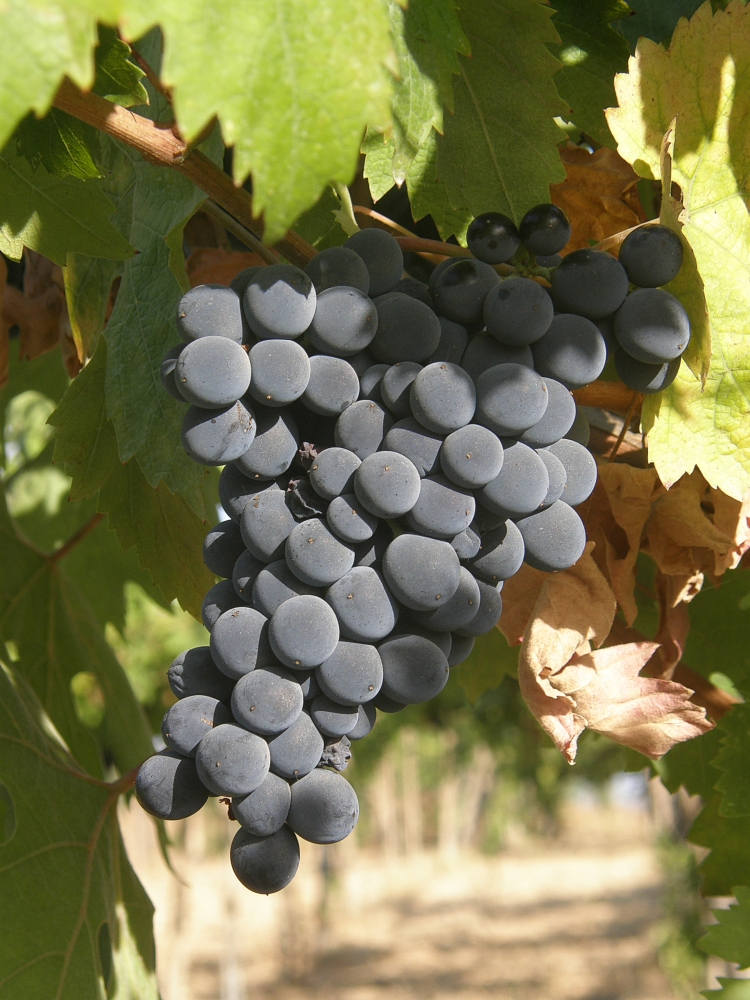
Vite di Montepulciano d'Abruzzo

L'area Vestina si caratterizza per produzioni agricole di alta qualità come l'olio d'oliva DOP Aprutino Pescarese, la cui relativa tradizione di olivicoltura in tutta l'area risale all'epoca romana, e il vino DOC Montepulciano d'Abruzzo sottozona Terre dei Vestini.
Lo sviluppo industriale dell'area, in aggiunta alle numerose attività di trasformazione dei prodotti agricoli e di industria alimentare e agroturistica, è stato tradizionalmente incentrato sulla filiera dell'alta sartoria italiana, con una significativa presenza di piccole aziende terziste dell'abbigliamento ad alta qualità di lavorazione.

## Infrastrutture e trasporti
L'area è attraversata dalle strade statali 81 Piceno Aprutina e 151 della Valle del Tavo e dalla strada regionale 602 di Forca di Penne. La SS 81 è un collegamento pedemontano tra Marche e Abruzzo che collega Ascoli Piceno con Casoli attraversando tutti i centri principali dell'area Vestina, mentre la SS 151 collega Penne e Loreto Aprutino con Cappelle sul Tavo e Montesilvano nell'area metropolitana pescarese. La SR 602 collega la zona meridionale dell'area Vestina con la Val Pescara e il capoluogo adriatico.
Dal 1929 al 1963 è stata in servizio la ferrovia Pescara-Penne, che tramite una linea a scartamento ridotto collegava il capoluogo vestino con Pescara, e sul suo tracciato è prevista la realizzazione di una pista ciclabile dell'area Vestina. Nella Val Pescara, ai margini meridionali dell'area, transitano l'autostrada A25 e la ferrovia Roma-Sulmona-Pescara.